# Championnats du monde de cyclisme sur piste 2012
Navigation
Apeldoorn 2011 Minsk 2013
Les championnats du monde de cyclisme sur piste 2012 se déroulent à Melbourne en Australie du 4 au 8 avril 2012 sur la Hisense Arena. C'est la troisième fois que l'Australie organise les championnats du monde de cyclisme sur piste.
Ces championnats sont la dernière occasion pour marquer des points pour se qualifier aux Jeux olympiques de 2012.

## Organisation
| Événements                  | Événements              | Calendrier (avril) | Calendrier (avril) | Calendrier (avril) | Calendrier (avril) | Calendrier (avril) |
| Événements                  | Événements              | 4                  | 5                  | 6                  | 7                  | 8                  |
| HOMMES                      | Poursuite par équipes   | F                  |                    |                    |                    |                    |
| HOMMES                      | Scratch 15 km           | F                  |                    |                    |                    |                    |
| HOMMES                      | Vitesse par équipes     | F                  |                    |                    |                    |                    |
| HOMMES                      | Kilomètre               |                    | F                  |                    |                    |                    |
| HOMMES                      | Omnium                  |                    | F                  | F                  |                    |                    |
| HOMMES                      | Vitesse individuelle    |                    |                    | Q                  | F                  |                    |
| HOMMES                      | Poursuite individuelle  |                    |                    |                    | F                  |                    |
| HOMMES                      | Course aux points 40 km |                    |                    |                    | F                  |                    |
| HOMMES                      | Keirin                  |                    |                    |                    |                    | F                  |
| HOMMES                      | Américaine              |                    |                    |                    |                    | F                  |
| FEMMES                      |                         |                    |                    |                    |                    |                    |
| Vitesse par équipes         | F                       |                    |                    |                    |                    |                    |
| Course aux points 25 km     |                         | F                  |                    |                    |                    |                    |
| Poursuite par équipes       |                         | F                  |                    |                    |                    |                    |
| Vitesse individuelle        |                         | Q                  | F                  |                    |                    |                    |
| Scratch 10 km               |                         |                    | F                  |                    |                    |                    |
| Omnium                      |                         |                    | F                  | F                  |                    |                    |
| Keirin                      |                         |                    |                    | F                  |                    |                    |
| Poursuite individuelle      |                         |                    |                    |                    | F                  |                    |
| 500 mètres contre-la-montre |                         |                    |                    |                    | F                  |                    |

| Q | Jour de qualifications uniquement | F | Jour de finales |

## Médaillés

### Hommes
| Épreuves                                       | Or                                                                       | Or                  | Argent                                                            | Argent         | Bronze                                                         | Bronze         |
| ---------------------------------------------- | ------------------------------------------------------------------------ | ------------------- | ----------------------------------------------------------------- | -------------- | -------------------------------------------------------------- | -------------- |
| Kilomètre contre-la-montre résultats détaillés | Stefan Nimke Allemagne                                                   | 1 min 00 s 082      | Michaël D'Almeida France                                          | 1 min 00 s 509 | Simon van Velthooven Nouvelle-Zélande                          | 1 min 00 s 543 |
| Keirin résultats détaillés                     | Chris Hoy Grande-Bretagne                                                |                     | Maximilian Levy Allemagne                                         |                | Jason Kenny Grande-Bretagne                                    |                |
| Vitesse résultats détaillés                    | Grégory Baugé France                                                     |                     | Jason Kenny Grande-Bretagne                                       |                | Chris Hoy Grande-Bretagne                                      |                |
| Vitesse par équipes résultats détaillés        | Shane Perkins Scott Sunderland Matthew Glaetzer Australie                | 43 s 266            | Grégory Baugé Kévin Sireau Michaël D'Almeida France               | 43 s 267       | Ethan Mitchell Sam Webster Edward Dawkins Nouvelle-Zélande     | 43 s 812       |
| Poursuite individuelle résultats détaillés     | Michael Hepburn Australie                                                | 4 min 15 s 389      | Jack Bobridge Australie                                           | 4 min 16 s 313 | Westley Gough Nouvelle-Zélande                                 | 4 min 16 s 945 |
| Poursuite par équipes résultats détaillés      | Edward Clancy Steven Burke Peter Kennaugh Geraint Thomas Grande-Bretagne | 3 min 53 s 295 (RM) | Glenn O'Shea Jack Bobridge Rohan Dennis Michael Hepburn Australie | 3 min 53 s 401 | Aaron Gate Sam Bewley Westley Gough Marc Ryan Nouvelle-Zélande | 3 min 57 s 592 |
| Course aux points résultats détaillés          | Cameron Meyer Australie                                                  | 33                  | Ben Swift Grande-Bretagne                                         | 32             | Kenny De Ketele Belgique                                       | 30             |
| Américaine résultats détaillés                 | Kenny De Ketele Gijs Van Hoecke Belgique                                 |                     | Ben Swift Geraint Thomas Grande-Bretagne                          |                | Leigh Howard Cameron Meyer Australie                           |                |
| Scratch résultats détaillés                    | Ben Swift Grande-Bretagne                                                |                     | Nolan Hoffman Afrique du Sud                                      |                | Wim Stroetinga Pays-Bas                                        |                |
| Omnium résultats détaillés                     | Glenn O'Shea Australie                                                   | 22                  | Zach Bell Canada                                                  | 28             | Lasse Norman Hansen Danemark                                   | 29             |

### Femmes
| Épreuves                                           | Or                                                       | Or                  | Argent                                                      | Argent         | Bronze                                               | Bronze         |
| -------------------------------------------------- | -------------------------------------------------------- | ------------------- | ----------------------------------------------------------- | -------------- | ---------------------------------------------------- | -------------- |
| 500 m contre-la-montre résultats détaillés         | Anna Meares Australie                                    | 33 s 010 (RM)       | Miriam Welte Allemagne                                      | 33 s 626       | Jessica Varnish Royaume-Uni                          | 33 s 999       |
| Keirin féminin résultats détaillés                 | Anna Meares Australie                                    |                     | Ekaterina Gnidenko Russie                                   |                | Kristina Vogel Allemagne                             |                |
| Vitesse féminine résultats détaillés               | Victoria Pendleton Royaume-Uni                           |                     | Simona Krupeckaitė Lituanie                                 |                | Anna Meares Australie                                |                |
| Vitesse par équipes féminine résultats détaillés   | Miriam Welte Kristina Vogel Allemagne                    | 32 s 549 (RM)       | Anna Meares Kaarle McCulloch Australie                      | 32 s 597       | Gong Jinjie Guo Shuang Chine                         | 32 s 870       |
| Poursuite féminine résultats détaillés             | Alison Shanks Nouvelle-Zélande                           | 3 min 30 s 199      | Wendy Houvenaghel Royaume-Uni                               | 3 min 32 s 340 | Ashlee Ankudinoff Australie                          | 3 min 33 s 593 |
| Poursuite par équipes féminine résultats détaillés | Danielle King Laura Trott Joanna Rowsell Grande-Bretagne | 3 min 15 s 720 (RM) | Annette Edmondson Melissa Hoskins Josephine Tomic Australie | 3 min 16 s 943 | Tara Whitten Jasmin Glaesser Gillian Carleton Canada | 3 min 19 s 529 |
| Course aux points féminine résultats détaillés     | Anastasia Tchulkova Russie                               | 31                  | Jasmin Glaesser Canada                                      | 28             | Caroline Ryan Irlande                                | 24             |
| Scratch féminin résultats détaillés                | Katarzyna Pawłowska Pologne                              |                     | Melissa Hoskins Australie                                   |                | Kelly Druyts Belgique                                |                |
| Omnium féminin résultats détaillés                 | Laura Trott Grande-Bretagne                              | 28                  | Annette Edmondson Australie                                 | 31             | Sarah Hammer États-Unis                              | 36             |

## Résultats détaillés

### Hommes

#### Kilomètre
27 pistards de 18 pays participent à cette épreuve qui a lieu le 5 avril.
| Pos                | Nom                  | Pays              | Temps          |
| ------------------ | -------------------- | ----------------- | -------------- |
| Médaille d'or      | Stefan Nimke         | Allemagne         | 1 min 00 s 082 |
| Médaille d'argent  | Michaël D'Almeida    | France            | 1 min 00 s 509 |
| Médaille de bronze | Simon van Velthooven | Nouvelle-Zélande  | 1 min 00 s 543 |
| 4                  | François Pervis      | France            | 1 min 01 s 106 |
| 5                  | Teun Mulder          | Pays-Bas          | 1 min 01 s 365 |
| 6                  | Quentin Lafargue     | France            | 1 min 02 s 009 |
| 7                  | Joachim Eilers       | Allemagne         | 1 min 02 s 119 |
| 8                  | Hugo Haak            | Pays-Bas          | 1 min 02 s 162 |
| 9                  | James Glasspool      | Australie         | 1 min 02 s 165 |
| 10                 | Steven Burke         | Royaume-Uni       | 1 min 02 s 180 |
| 11                 | Zhang Miao           | Chine             | 1 min 02 s 203 |
| 12                 | Yudai Nitta          | Japon             | 1 min 02 s 623 |
| 13                 | Juan Peralta         | Espagne           | 1 min 02 s 704 |
| 14                 | Bernard Esterhuizen  | Afrique du Sud    | 1 min 02 s 915 |
| 15                 | Kamil Kuczynski      | Pologne           | 1 min 02 s 930 |
| 16                 | Adrian Tekliński     | Pologne           | 1 min 03 s 468 |
| 17                 | Filip Ditzel         | Tchéquie          | 1 min 03 s 525 |
| 18                 | Fabián Puerta        | Colombie          | 1 min 03 s 554 |
| 19                 | Lucas Liss           | Allemagne         | 1 min 04 s 216 |
| 20                 | Tang Qi              | Chine             | 1 min 04 s 354 |
| 21                 | Francesco Ceci       | Italie            | 1 min 04 s 557 |
| 22                 | Alex Frame           | Nouvelle-Zélande  | 1 min 04 s 794 |
| 23                 | Muhammad Md Yunos    | Malaisie          | 1 min 05 s 280 |
| 24                 | Alexander Quincy     | Trinité-et-Tobago | 1 min 05 s 850 |
| 25                 | Ángel Pulgar         | Venezuela         | 1 min 06 s 333 |
| 26                 | Kwok Ho Ting         | Hong Kong         | 1 min 06 s 942 |
|                    | Seiichiro Nakagawa   | Japon             | DNS            |

#### Keirin
33 pistards  participent à cette épreuve qui a lieu le 8 avril.
- Finale

| Pos. | Nom                  | Pays             | Notes |
| ---- | -------------------- | ---------------- | ----- |
| 1    | Chris Hoy            | Royaume-Uni      |       |
| 2    | Maximilian Levy      | Allemagne        |       |
| 3    | Jason Kenny          | Royaume-Uni      |       |
| 4    | Mickaël Bourgain     | France           |       |
| 5    | Kazunari Watanabe    | Japon            |       |
| –    | Simon van Velthooven | Nouvelle-Zélande | DSQ   |

Simon van Velthooven est déclassé de la finale « pour être entré dans le couloir des sprinters alors que son adversaire s'y trouvait déjà ».

#### Vitesse
53 pistards participent à cette épreuve qui a lieu les 6 et 7 avril. Grégory Baugé remporte son troisième titre.
Un round de qualification détermine les face à face des 1/16e de finale. Le plus rapide rencontre le 24e temps, le deuxième temps rencontre le 23e temps, et ainsi de suite.
Le premier de chaque tête à tête (12 au total) se qualifie pour les 1/8e de finale. Il n'y a pas de repêchages pour les coureurs éliminés de ce tour.

Au tour suivant, les six vainqueurs de chaque match se qualifient pour les 1/4 de finale et les perdants disputent un repêchage pour déterminer les deux autres qualifiés.
Les quatre vainqueurs des quarts se qualifient pour les demis.
- Finales

Jason Kenny est déclassé lors de la finale « pour ne pas avoir tenu sa ligne dans les 200 derniers mètres de l'épreuve ».
| Manche                           | Nom           | Pays            | 1re manche | 2e manche | 3e manche | Notes |
| -------------------------------- | ------------- | --------------- | ---------- | --------- | --------- | ----- |
| Match pour la médaille d'or      |               |                 |            |           |           |       |
| 1                                | Grégory Baugé | France          | 10.493     | 11.627    |           |       |
| 2                                | Jason Kenny   | Grande-Bretagne |            | DSQ       |           |       |
| Match pour la médaille de bronze |               |                 |            |           |           |       |
| 3                                | Chris Hoy     | Royaume-Uni     | 10.573     | 10.348    |           |       |
| 4                                | Shane Perkins | Australie       |            |           |           |       |

#### Vitesse par équipes
17 équipes de trois coureurs participent à cette épreuve qui a lieu le 4 avril. Après la qualification, les deux meilleurs temps s'affrontent pour la médaille d'or et les 3e et 4e temps pour la médaille de bronze.
Lors des séries qualificatives, les équipes d'Allemagne, de Grande-Bretagne, des États-Unis et de Grèce sont reléguées en fin de classement car un coureur s'est « écarté de plus de 15 mètres avant la fin du tour qu'il doit mener ».
- Finales

| Pos.                             | Nom                                                | Pays             | Temps    |
| -------------------------------- | -------------------------------------------------- | ---------------- | -------- |
| Match pour la médaille d'or      |                                                    |                  |          |
| Médaille d'or                    | Shane Perkins Scott Sunderland Matthew Glaetzer    | Australie        | 43 s 266 |
| Médaille d'argent                | Grégory Baugé Kévin Sireau Michaël D'Almeida       | France           | 43 s 267 |
| Match pour la médaille de bronze |                                                    |                  |          |
| Médaille de bronze               | Ethan Mitchell Sam Webster Edward Dawkins          | Nouvelle-Zélande | 43 s 812 |
| 4                                | Kazuki Amagai Kazunari Watanabe Seiichiro Nakagawa | Japon            | 43 s 896 |

#### Poursuite individuelle
22 cyclistes participent à cette épreuve qui a lieu le 7 avril. Après la qualification, les deux meilleurs temps s'affrontent pour la médaille d'or et les 3e et 4e temps pour la médaille de bronze.
Les Australiens Michael Hepburn, Jack Bobridge et Rohan Dennis occupent les trois premières places du classement des qualifications. Michael Hepburn bat Jack Bobridge en finale. Le Néo-Zélandais Westley Gough prend la médaille de bronze en battant Rohan Dennis dans le match pour la troisième place.
- Finales

| Course pour la médaille d'or      |                 |                  |          |  |
| Médaille d'or                     | Michael Hepburn | Australie        | 4:15.839 |  |
| Médaille d'argent                 | Jack Bobridge   | Australie        | 4:16.313 |  |
| Course pour la médaille de bronze |                 |                  |          |  |
| Médaille de bronze                | Westley Gough   | Nouvelle-Zélande | 4:16.945 |  |
| 4                                 | Rohan Dennis    | Australie        | 4:18.594 |  |

#### Poursuite par équipes
15 équipes de quatre pistards participent à cette épreuve qui a lieu le 4 avril. Après la qualification, les deux meilleurs temps s'affrontent pour la médaille d'or et les 3e et 4e temps pour la médaille de bronze.
- Finales

| Pos.                             | Nom                                                         | Pays             | Temps          | Notes |
| -------------------------------- | ----------------------------------------------------------- | ---------------- | -------------- | ----- |
| Match pour la médaille d'or      |                                                             |                  |                |       |
| Médaille d'or                    | Edward Clancy Peter Kennaugh Steven Burke Geraint Thomas    | Royaume-Uni      | 3 min 53 s 295 | RM    |
| Médaille d'argent                | Glenn O'Shea Jack Bobridge Rohan Dennis Michael Hepburn     | Australie        | 3 min 53 s 401 |       |
| Match pour la médaille de bronze |                                                             |                  |                |       |
| Médaille de bronze               | Aaron Gate Sam Bewley Westley Gough Marc Ryan               | Nouvelle-Zélande | 3 min 57 s 592 |       |
| 4                                | Artur Ershov Ievgueni Kovalev Alexei Markov Alexander Serov | Russie           | 3 min 59 s 237 |       |

#### Course aux points
20 cyclistes de 20 pays différents participent à la compétition, qui se déroule le 7 avril. Edwin Ávila en remportant la course devient le premier colombien titré sur la course aux points (en seniors).
| Pos.               | Nom               | Pays                | Points au sprint* | Points au tour** | Total |
| ------------------ | ----------------- | ------------------- | ----------------- | ---------------- | ----- |
| Médaille d'or      | Cameron Meyer     | Australie           | 13                | 20               | 33    |
| Médaille d'argent  | Ben Swift         | Royaume-Uni         | 32                | 0                | 32    |
| Médaille de bronze | Kenny De Ketele   | Belgique            | 30                | 0                | 30    |
| 4                  | Aaron Gate        | Nouvelle-Zélande    | 8                 | 20               | 28    |
| 5                  | Unai Elorriaga    | Espagne             | 24                | 0                | 24    |
| 6                  | Angelo Ciccone    | Italie              | 19                | 0                | 19    |
| 7                  | Rafał Ratajczyk   | Pologne             | 10                | 0                | 10    |
| 8                  | Milan Kadlec      | Tchéquie            | 6                 | 0                | 6     |
| 9                  | Silvan Dillier    | Suisse              | 6                 | 0                | 6     |
| 10                 | Vladimir Tuychiev | Ouzbékistan         | 4                 | 0                | 4     |
| 11                 | Kwok Ho Ting      | Hong Kong           | 3                 | 0                | 3     |
| 12                 | Andreas Graf      | Autriche            | 2                 | 0                | 2     |
| 13                 | Luis Sepúlveda    | Chili               | 1                 | 0                | 1     |
| 14                 | Peter Schep       | Pays-Bas            | 1                 | 0                | 1     |
| 15                 | Jakob Steigmiller | Allemagne           | 1                 | 0                | 1     |
| 16                 | Vivien Brisse     | France              | 11                | −20              | −9    |
| 17                 | Yousif Mirza      | Émirats arabes unis | 0                 | −20              | −20   |
| –                  | Choi Seung-woo    | Corée du Sud        | 3                 | −20              | Abd   |
| –                  | Ivan Savitskiy    | Russie              | 0                 | −20              | Abd   |
| –                  | Harrif Salleh     | Malaisie            | 0                 | 0                | Abd   |

Note :

* Un sprint a lieu tous les 10 tours. 5 points sont attribués au premier, puis 3, 2 et 1 points, respectivement aux 2e, 3e et 4e du sprint. 

** 20 points sont attribués pour chaque coureur qui arrive à prendre un tour au reste du peloton.

#### Américaine
16 équipes de deux coureurs participent à cette épreuve qui a lieu le 8 avril.
| Pos. | Nom                                     | Pays             | Points        | Tours |
| ---- | --------------------------------------- | ---------------- | ------------- | ----- |
| 1    | Kenny De Ketele Gijs Van Hoecke         | Belgique         | 24            | 0     |
| 2    | Ben Swift Geraint Thomas                | Royaume-Uni      | 18            | 0     |
| 3    | Leigh Howard Cameron Meyer              | Australie        | 11            | 0     |
| 4    | Andreas Graf Andreas Müller             | Autriche         | 10            | 0     |
| 5    | Sebastián Mora Albert Torres            | Espagne          | 7             | 0     |
| 6    | Artur Ershov Valery Kaykov              | Russie           | 6             | 0     |
| 7    | Peter Schep Wim Stroetinga              | Pays-Bas         | 5             | 0     |
| 8    | Martin Bláha Vojtěch Hačecký            | Tchéquie         | 4             | 0     |
| 9    | Vivien Brisse Bryan Coquard             | France           | 4             | −1    |
| 10   | Angelo Ciccone Elia Viviani             | Italie           | 3             | −1    |
| 11   | Shane Archbold Marc Ryan                | Nouvelle-Zélande | 1             | −1    |
| 12   | Franco Marvulli Cyrille Thièry          | Suisse           | 0             | −1    |
| 13   | Henning Bommel Lucas Liss               | Allemagne        | 14            | −2    |
| 14   | Lasse Norman Hansen Christian Ranneries | Danemark         | 2             | −2    |
| –    | Choi Ki Ho Kwok Ho Ting                 | Hong Kong        | Abd           |       |
| –    | Pavel Gatskiy Artyom Zakharov           | Kazakhstan       | Abd           |       |
| –    | Antonio Cabrera Cristopher Mansilla     | Chili            | Pas au départ |       |

#### Scratch
21 cyclistes de 21 pays participent à cette compétition qui a lieu le 4 avril. La course se déroule sur 60 tours, soit 15 kilomètres.
| Pos                | Nom                 | Pays             | Notes |
| ------------------ | ------------------- | ---------------- | ----- |
| Médaille d'or      | Ben Swift           | Royaume-Uni      |       |
| Médaille d'argent  | Nolan Hoffman       | Afrique du Sud   |       |
| Médaille de bronze | Wim Stroetinga      | Pays-Bas         |       |
| 4                  | Alex Frame          | Nouvelle-Zélande |       |
| 5                  | Martin Bláha        | Tchéquie         |       |
| 6                  | Lucas Liss          | Allemagne        |       |
| 7                  | Jang Sun-jae        | Corée du Sud     |       |
| 8                  | Ángel Darío Colla   | Argentine        |       |
| 9                  | Pablo Bernal        | Espagne          |       |
| 10                 | Vivien Brisse       | France           |       |
| 11                 | Edison Bravo        | Chili            |       |
| 12                 | Franco Marvulli     | Suisse           |       |
| 13                 | Pavel Gatskiy       | Kazakhstan       |       |
| 14                 | Andreas Müller      | Autriche         |       |
| 15                 | Ivan Savitskiy      | Russie           |       |
| 16                 | Alexander Edmondson | Australie        |       |
| 17                 | Harrif Salleh       | Malaisie         |       |
| 18                 | Aliaksandr Lisouski | Biélorussie      |       |
| 19                 | Moreno De Pauw      | Belgique         |       |
| 20                 | Bobby Lea           | États-Unis       |       |
| 21                 | Elia Viviani        | Italie           |       |

#### Omnium
24 pistards de 24 pays différents participent à cette épreuve qui a lieu les 5 et 6 avril. La compétition consiste en six épreuves disputées sur deux jours : un contre-la-montre de 200 mètres départ lancé, une course aux points, une course à élimination, une poursuite de 4 kilomètres, une course scratch et un contre-la-montre de 1 000 m départ arrêté.
On additionne le classement de chaque coureur dans les 6 épreuves et le gagnant est celui qui totalise le moins de places.
- Classement général

| Pos.               | Nom                 | Pays             | Total |
| ------------------ | ------------------- | ---------------- | ----- |
| Médaille d'or      | Glenn O'Shea        | Australie        | 22    |
| Médaille d'argent  | Zachary Bell        | Canada           | 28    |
| Médaille de bronze | Lasse Norman Hansen | Danemark         | 29    |
| 4                  | Edward Clancy       | Royaume-Uni      | 29    |
| 5                  | Shane Archbold      | Nouvelle-Zélande | 38    |
| 6                  | Cho Ho-Sung         | Corée du Sud     | 44    |
| 7                  | Martyn Irvine       | Irlande          | 49    |
| 8                  | Bryan Coquard       | France           | 61    |
| 9                  | Gijs Van Hoecke     | Belgique         | 62    |
| 10                 | Eloy Teruel Rovira  | Espagne          | 72    |
| 11                 | Liu Hao             | Chine            | 77    |
| 12                 | Rafał Ratajczyk     | Pologne          | 81    |
| 13                 | Cristopher Mansilla | Chili            | 82    |
| 14                 | Nikias Arndt        | Allemagne        | 84    |
| 15                 | Carlos Linares      | Venezuela        | 85    |
| 16                 | Recep Ünalan        | Turquie          | 89    |
| 17                 | Bobby Lea           | États-Unis       | 101   |
| 18                 | Walter Pérez        | Argentine        | 104   |
| 19                 | Taiji Nishitani     | Japon            | 109   |
| 20                 | Michael Vingerling  | Pays-Bas         | 111   |
| 21                 | Choi Ki Ho          | Hong Kong        | 113   |
| 22                 | Alexey Lyalko       | Kazakhstan       | 116   |
| 23                 | Po Hung Wu          | Taipei chinois   | 171   |
|                    | Elia Viviani        | Italie           | Abd   |

### Femmes

#### 500 m
23 pistardes pays participent à cette épreuve qui a lieu le 8 avril. La course consiste en un contre-la-montre de 500 mètres départ arrêté.
| Pos.               | Nom                | Pays             | Temps  | Notes |
| ------------------ | ------------------ | ---------------- | ------ | ----- |
| Médaille d'or      | Anna Meares        | Australie        | 33.010 | RM    |
| Médaille d'argent  | Miriam Welte       | Allemagne        | 33.626 |       |
| Médaille de bronze | Jessica Varnish    | Royaume-Uni      | 33.999 |       |
| 4                  | Kaarle McCulloch   | Australie        | 34.097 |       |
| 5                  | Lee Wai Sze        | Hong Kong        | 34.199 |       |
| 6                  | Lisandra Guerra    | Cuba             | 34.215 |       |
| 7                  | Willy Kanis        | Pays-Bas         | 34.280 |       |
| 8                  | Sandie Clair       | France           | 34.314 |       |
| 9                  | Lyubov Shulika     | Ukraine          | 34.358 |       |
| 10                 | Gong Jinjie        | Chine            | 34.438 |       |
| 11                 | Zhong Tianshi      | Chine            | 34.358 |       |
| 12                 | Tania Calvo        | Espagne          | 34.614 |       |
| 13                 | Elena Brezhniva    | Russie           | 34.669 |       |
| 14                 | Katie Schofield    | Nouvelle-Zélande | 34.927 |       |
| 15                 | Anastasiia Voinova | Russie           | 34.968 |       |
| 16                 | Natasha Hansen     | Nouvelle-Zélande | 35.090 |       |
| 17                 | Virginie Cueff     | France           | 35.176 |       |
| 18                 | Kayono Maeda       | Japon            | 35.668 |       |
| 19                 | Juliana Gaviria    | Colombie         | 35.852 |       |
| 20                 | Hsiao Mei Yu       | Taipei chinois   | 35.898 |       |
| 21                 | Maryia Lohvinava   | Biélorussie      | 36.018 |       |
| 22                 | Gabriele Jankute   | Lituanie         | 36.079 |       |
| 23                 | Danielle King      | Royaume-Uni      | 36.153 |       |

#### Keirin
22 pistardes participent à cette épreuve qui a lieu le 7 avril.
- Finale

| Pos. | Nom                | Pays      | Notes |
| ---- | ------------------ | --------- | ----- |
| 1    | Anna Meares        | Australie |       |
| 2    | Ekaterina Gnidenko | Russie    |       |
| 3    | Kristina Vogel     | Allemagne |       |
| 4    | Guo Shuang         | Chine     |       |
| 5    | Clara Sanchez      | France    |       |
| 6    | Di Mu              | Chine     |       |

#### Vitesse
29 pistardes de 19 pays participent à cette épreuve qui a lieu les 5 et 6 avril.
Un round de qualification détermine les face à face des 1/16e de finale. La plus rapide rencontre le 24e temps, le deuxième temps rencontre le 23e temps, et ainsi de suite.
La première de chaque tête à tête (12 au total) se qualifie pour les 1/8e de finale. Il n'y a pas de repêchages pour les coureuses éliminées de ce tour.

Au tour suivant, les six vainqueurs de chaque match se qualifient pour les 1/4 de finale et les perdantes disputent un repêchage pour déterminer les deux autres qualifiées.
Les quatre vainqueurs des quarts se qualifient pour les demis.
- Finales

| Manche                           | Nom                | Pays        | 1re manche | 2e manche | 3e manche |
| -------------------------------- | ------------------ | ----------- | ---------- | --------- | --------- |
| Match pour la médaille d'or      |                    |             |            |           |           |
| Médaille d'or                    | Victoria Pendleton | Royaume-Uni | 11 s 603   | 11 s 711  |           |
| Médaille d'argent                | Simona Krupeckaitė | Lituanie    |            | DSQ       |           |
| Match pour la médaille de bronze |                    |             |            |           |           |
| Médaille de bronze               | Anna Meares        | Australie   | 11 s 376   | 11 s 343  |           |
| 4                                | Lyubov Shulika     | Ukraine     |            |           |           |

#### Vitesse par équipes
16 équipes de deux pistardes participent à cette épreuve qui a lieu le 5 avril. Après la qualification, les deux meilleurs temps s'affrontent pour la médaille d'or et les 3e et 4e temps pour la médaille de bronze.
- Finales

| Pos.                             | Nom                                | Pays        | Temps    | Notes |
| -------------------------------- | ---------------------------------- | ----------- | -------- | ----- |
| Match pour la médaille d'or      |                                    |             |          |       |
| Médaille d'or                    | Kristina Vogel Miriam Welte        | Allemagne   | 32 s 549 | RM    |
| Médaille d'argent                | Kaarle McCulloch Anna Meares       | Australie   | 32 s 597 |       |
| Match pour la médaille de bronze |                                    |             |          |       |
| Médaille de bronze               | Gong Jinjie Guo Shuang             | Chine       | 32 s 870 |       |
| 4                                | Victoria Pendleton Jessica Varnish | Royaume-Uni | 33 s 160 |       |

#### Poursuite individuelle
- Finales

| Pos.                             | Nom               | Pays             | Temps          |
| -------------------------------- | ----------------- | ---------------- | -------------- |
| Match pour la médaille d'or      |                   |                  |                |
| Médaille d'or                    | Alison Shanks     | Nouvelle-Zélande | 3 min 30 s 199 |
| Médaille d'argent                | Wendy Houvenaghel | Royaume-Uni      | 3 min 32 s 340 |
| Match pour la médaille de bronze |                   |                  |                |
| Médaille de bronze               | Ashlee Ankudinoff | Australie        | 3 min 33 s 593 |
| 4                                | Amy Cure          | Australie        | 3 min 33 s 642 |

#### Poursuite par équipes
14 équipes de trois pistardes participent à cette épreuve qui a lieu le 5 avril. Après la qualification, les deux meilleurs temps s'affrontent pour la médaille d'or et les 3e et 4e temps pour la médaille de bronze.
- Finales

| Pos.                             | Nom                                               | Pays             | Temps          | Notes |
| -------------------------------- | ------------------------------------------------- | ---------------- | -------------- | ----- |
| Match pour la médaille d'or      |                                                   |                  |                |       |
| Médaille d'or                    | Danielle King Laura Trott Joanna Rowsell          | Royaume-Uni      | 3 min 15 s 720 | RM    |
| Médaille d'argent                | Annette Edmondson Melissa Hoskins Josephine Tomic | Australie        | 3 min 16 s 943 |       |
| Match pour la médaille de bronze |                                                   |                  |                |       |
| Médaille de bronze               | Tara Whitten Jasmin Glaesser Gillian Carleton     | Canada           | 3 min 19 s 529 |       |
| 4                                | Lauren Ellis Jaime Nielsen Alison Shanks          | Nouvelle-Zélande | 3 min 19 s 847 |       |

#### Course aux points
18 coureuses de 18 pays différents participent à la compétition, qui se déroule le 5 avril sur 100 tours (25 kilomètres).
| Pos. | Nom                    | Pays             | Points au sprint* | Points au tour** | Total |
| ---- | ---------------------- | ---------------- | ----------------- | ---------------- | ----- |
| 1    | Anastasia Tchulkova    | Russie           | 11                | 20               | 31    |
| 2    | Jasmin Glaesser        | Canada           | 8                 | 20               | 28    |
| 3    | Caroline Ryan          | Irlande          | 4                 | 20               | 24    |
| 4    | Giorgia Bronzini       | Italie           | 23                | 0                | 23    |
| 5    | Wong Wan Yiu           | Hong Kong        | 2                 | 20               | 22    |
| 6    | Leire Olaberría        | Espagne          | 11                | 0                | 11    |
| 7    | Jarmila Machačová      | Tchéquie         | 10                | 0                | 10    |
| 8    | Katarzyna Pawłowska    | Pologne          | 8                 | 0                | 8     |
| 9    | Tatsiana Sharakova     | Biélorussie      | 7                 | 0                | 7     |
| 10   | Amy Cure               | Australie        | 6                 | 0                | 6     |
| 11   | Kelly Druyts           | Belgique         | 6                 | 0                | 6     |
| 12   | Maki Tabata            | Japon            | 4                 | 0                | 4     |
| 13   | Anna Nagirnaya         | Ukraine          | 3                 | 0                | 3     |
| 14   | Rushlee Buchanan       | Nouvelle-Zélande | 2                 | 0                | 2     |
| 15   | Cari Higgins           | États-Unis       | 1                 | 0                | 1     |
| 16   | Yumari González        | Cuba             | 1                 | 0                | 1     |
| 17   | Angie Sabrina González | Venezuela        | 0                 | 0                | 0     |
| Abd  | Stephanie Pohl         | Allemagne        | 3                 |                  | Abd   |

Note :

* Un sprint a lieu tous les 10 tours. 5 points sont attribués à la première, puis 3, 2 et 1 points, respectivement aux 2e, 3e et 4e du sprint. 

** 20 points sont attribués pour chaque cycliste qui arrive à prendre un tour au reste du peloton.

#### Scratch
17 cyclistes de 17 pays participent à cette compétition qui a lieu le 6 avril. La course se déroule sur 40 tours, soit 10 kilomètres.
La Cubaine Yumari González est éliminée pour « manœuvre dangereuse ».
| Pos                | Nom                 | Pays             |     |
| ------------------ | ------------------- | ---------------- | --- |
| Médaille d'or      | Katarzyna Pawłowska | Pologne          |     |
| Médaille d'argent  | Melissa Hoskins     | Australie        |     |
| Médaille de bronze | Kelly Druyts        | Belgique         |     |
| 4                  | Danielle King       | Royaume-Uni      |     |
| 5                  | Cari Higgins        | États-Unis       |     |
| 6                  | Sofía Arreola       | Mexique          |     |
| 7                  | Helena Casas        | Espagne          |     |
| 8                  | Jarmila Machačová   | Tchéquie         |     |
| 9                  | Maki Tabata         | Japon            |     |
| 10                 | Elena Cecchini      | Italie           |     |
| 11                 | Diao Xiao Juan      | Hong Kong        |     |
| 12                 | Shannon McCurley    | Irlande          |     |
| 13                 | Charlotte Becker    | Allemagne        |     |
| 14                 | Gemma Dudley        | Nouvelle-Zélande |     |
| 15                 | Vera Koedooder      | Pays-Bas         |     |
| 16                 | Lesya Kalitovska    | Ukraine          |     |
| –                  | Yumari González     | Cuba             | DSQ |

#### Omnium
24 pistardes de 24 pays différents participent à cette épreuve qui a lieu les 6-7 avril. La compétition consiste en six épreuves disputées sur deux jours : un contre-la-montre de 200 mètres départ lancé, une course aux points, une course à élimination, une poursuite de 2 kilomètres, une course scratch et un contre-la-montre de 500 mètres départ arrêté.
On additionne le classement de chaque cycliste dans les 6 épreuves et la gagnante est celle qui totalise le moins de points.
- Classement général

| Pos. | Nom                | Pays             | Total |
| ---- | ------------------ | ---------------- | ----- |
| 1    | Laura Trott        | Royaume-Uni      | 28    |
| 2    | Annette Edmondson  | Australie        | 31    |
| 3    | Sarah Hammer       | États-Unis       | 36    |
| 4    | Tara Whitten       | Canada           | 39    |
| 5    | Huang Li           | Chine            | 53    |
| 6    | Evgenia Romanyuta  | Russie           | 56    |
| 7    | Joanne Kiesanowski | Nouvelle-Zélande | 61    |
| 8    | Leire Olaberría    | Espagne          | 62    |
| 9    | Jolien D'Hoore     | Belgique         | 63    |
| 10   | Hsiao Mei Yu       | Taipei chinois   | 64    |
| 11   | Lisa Brennauer     | Allemagne        | 68    |
| 12   | Malgorzata Wojtyra | Pologne          | 69    |
| 13   | Angie González     | Venezuela        | 69    |
| 14   | Tatsiana Sharakova | Biélorussie      | 71    |
| 15   | Kanako Kase        | Japon            | 79    |
| 16   | Marlies Mejías     | Cuba             | 84    |
| 17   | Svitlana Galyuk    | Ukraine          | 87    |
| 18   | Sofía Arreola      | Mexique          | 94    |
| 19   | Meng Zhao Juan     | Hong Kong        | 94    |
| 20   | Pascale Jeuland    | France           | 103   |
| 21   | Jarmila Machačová  | Tchéquie         | 109   |
| 22   | Lee Min-Hye        | Corée du Sud     | 116   |
| 23   | Diana García       | Colombie         | 150   |
|      | Aušrinė Trebaitė   | Lituanie         | Abd   |

## Tableau des médailles
| Rang  | Nation           | Or | Argent | Bronze | Total |
| ----- | ---------------- | -- | ------ | ------ | ----- |
| 1     | Australie        | 6  | 6      | 3      | 15    |
| 2     | Grande-Bretagne  | 6  | 4      | 3      | 13    |
| 3     | Allemagne        | 2  | 2      | 1      | 5     |
| 4     | France           | 1  | 2      | 0      | 3     |
| 5     | Russie           | 1  | 1      | 0      | 2     |
| 6     | Nouvelle-Zélande | 1  | 0      | 4      | 5     |
| 7     | Belgique         | 1  | 0      | 2      | 3     |
| 8     | Pologne          | 1  | 0      | 0      | 1     |
| 9     | Canada           | 0  | 2      | 1      | 3     |
| 10    | Lituanie         | 0  | 1      | 0      | 1     |
| 10    | Afrique du Sud   | 0  | 1      | 0      | 1     |
| 12    | Chine            | 0  | 0      | 1      | 1     |
| 12    | Danemark         | 0  | 0      | 1      | 1     |
| 12    | États-Unis       | 0  | 0      | 1      | 1     |
| 12    | Irlande          | 0  | 0      | 1      | 1     |
| 12    | Pays-Bas         | 0  | 0      | 1      | 1     |
| Total | Total            | 19 | 19     | 19     | 57    |